# U-Bahnhof Stadthalle
Der U-Bahnhof Stadthalle (Abkürzung: SF) ist der 37. U-Bahnhof der Nürnberger U-Bahn und wurde am 5. Dezember 1998 eröffnet. Er ist 957 m vom U-Bahnhof Klinikum und 636 m vom U-Bahnhof Rathaus entfernt. Bis zum 4. Dezember 2004 war er Endbahnhof für die Linie U1. An den Bahnhof schließt sich Fürth Hardhöhe eine Abstell- und Kehranlage und Richtung Langwasser ein spitz zu befahrender Gleiswechsel an. Die Fürther Stadthalle wurde im Jahre 1982 eröffnet und dient diversen Ausstellungen und kulturellen Veranstaltungen als Austragungsort. Täglich wird er von rund 5.200 Fahrgästen genutzt (Mo–Fr, 2019).

## Lage

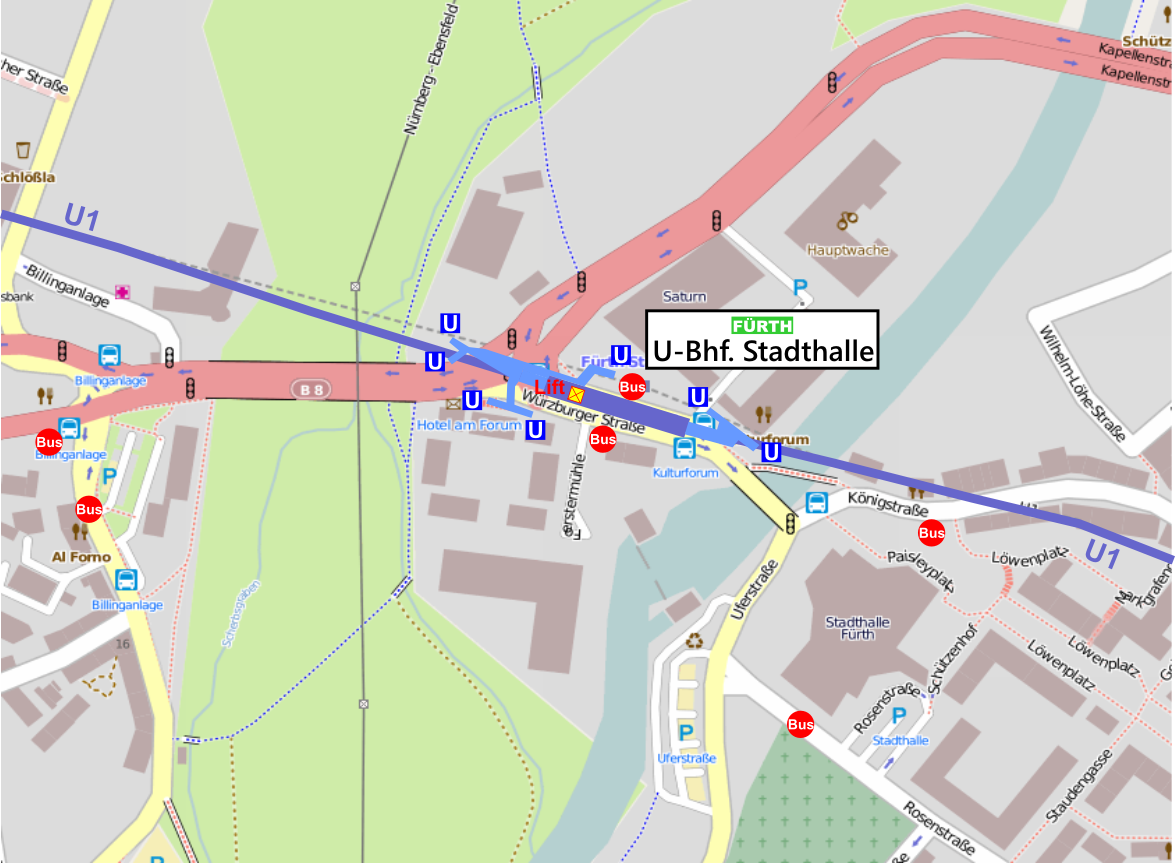
Lageplan U-Bhf. Stadthalle

Der Bahnhof liegt am westlichen Rand der Fürther Altstadt und erstreckt sich unterirdisch in Ost-West-Ausrichtung in einer leichten Linkskurve unter der Würzburger Straße zwischen der Maxbrücke über die Rednitz und der Flutbrücke über den Scherbsgraben. Vom östlichen Bahnhofskopf führt ein Ausgang in ein Verteilergeschoss und von dort aus zum Kulturforum und zur Maxbrücke. Vom westlichen Bahnhofskopf führt ein Ausgang in ein Verteilergeschoss unter der Kreuzung Würzburger- und Kapellenstraße und von dort aus an alle Eckpunkte der Kreuzung. Ein Aufzug führt vom westlichen Bahnsteigkopf an die Oberfläche zur Bushaltestelle Kulturforum.
In der Umgebung des Bahnhofs befinden sich das Kulturforum und die Stadthalle.

## Bauwerk und Architektur

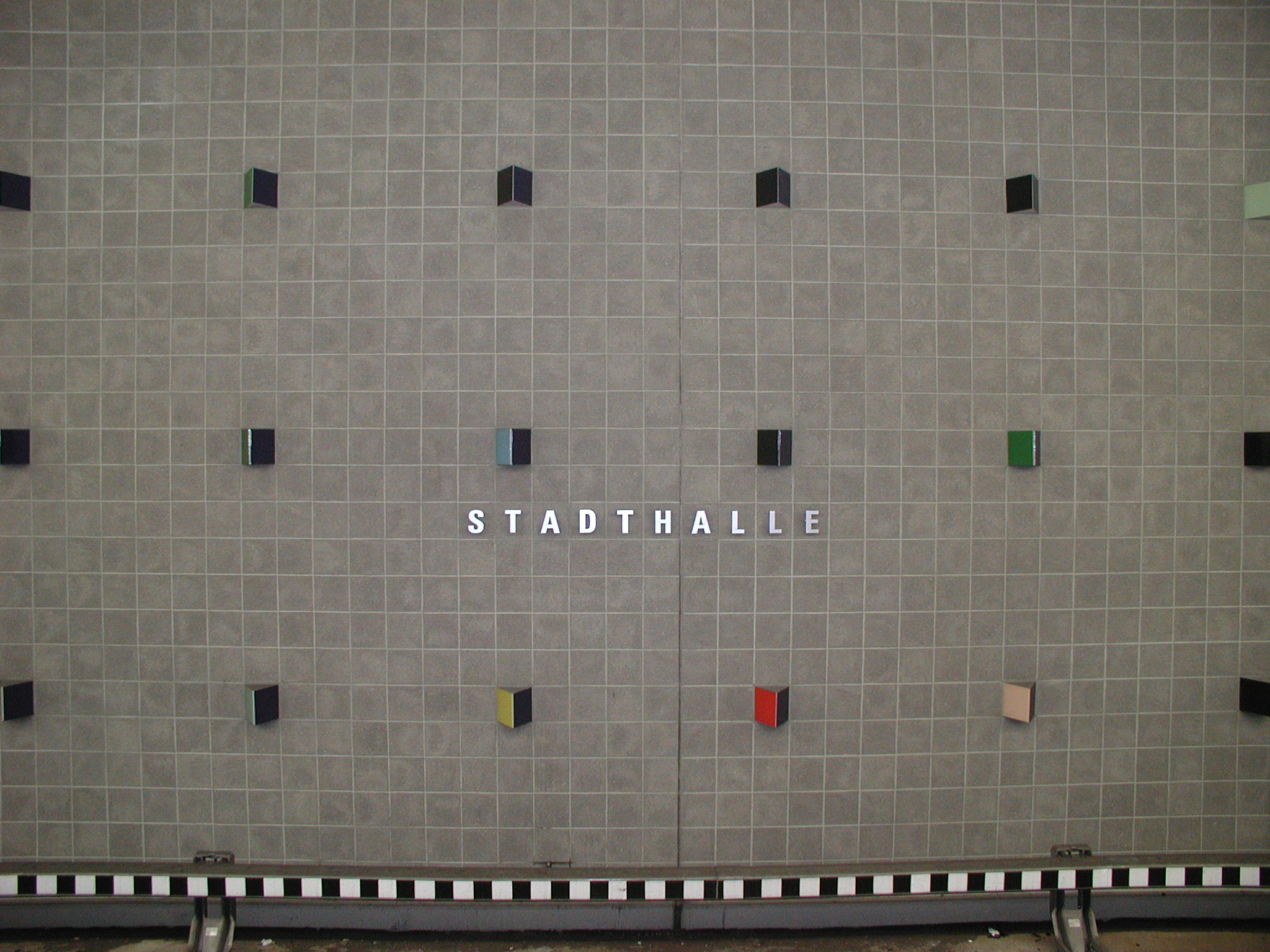
Farbige Keile an der Bahnsteigwand

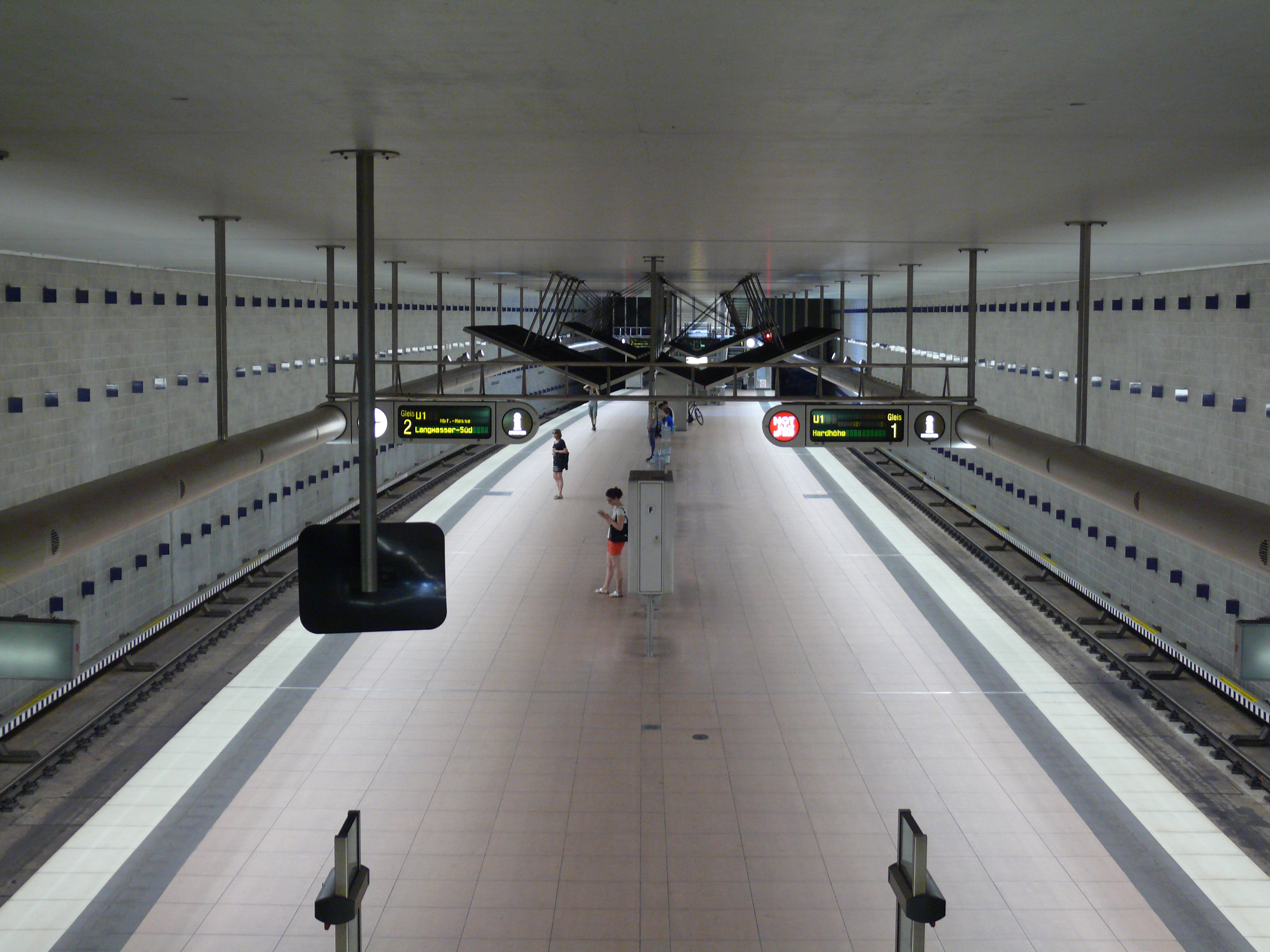
Bahnsteigebene gegensätzliche Ansicht

Die Bauarbeiten für den Bahnhof begannen 1997 und wurden in offener Bauweise mit Berliner Verbau ausgeführt. Im Zuge der Baumaßnahmen mussten das „Fischhäusla“ und die alte Maxbrücke abgerissen werden.
Die architektonische Gestaltung wurde nach einem Entwurf von Dana Birk (ehem. Dana Tamara Trieb) erstellt, die den von der Georg-Simon-Ohm-Hochschule Nürnberg ausgeschriebenen Gestaltungswettbewerb gewonnen hatte. Die Bahnsteighalle wirkt durch die Verwendung heller Farbtöne und der Materialien Edelstahl und Glas sehr hell. Die Bahnsteigwände sind mit grauen Kacheln verkleidet und mit kleinen Keilen versehen. Diese sind in stadtauswärtige Richtung blau und symbolisieren den Fluss, in stadteinwärtige Richtung sollen die vielen bunten Farben auf die Vielfalt städtischen Lebens hinweisen.

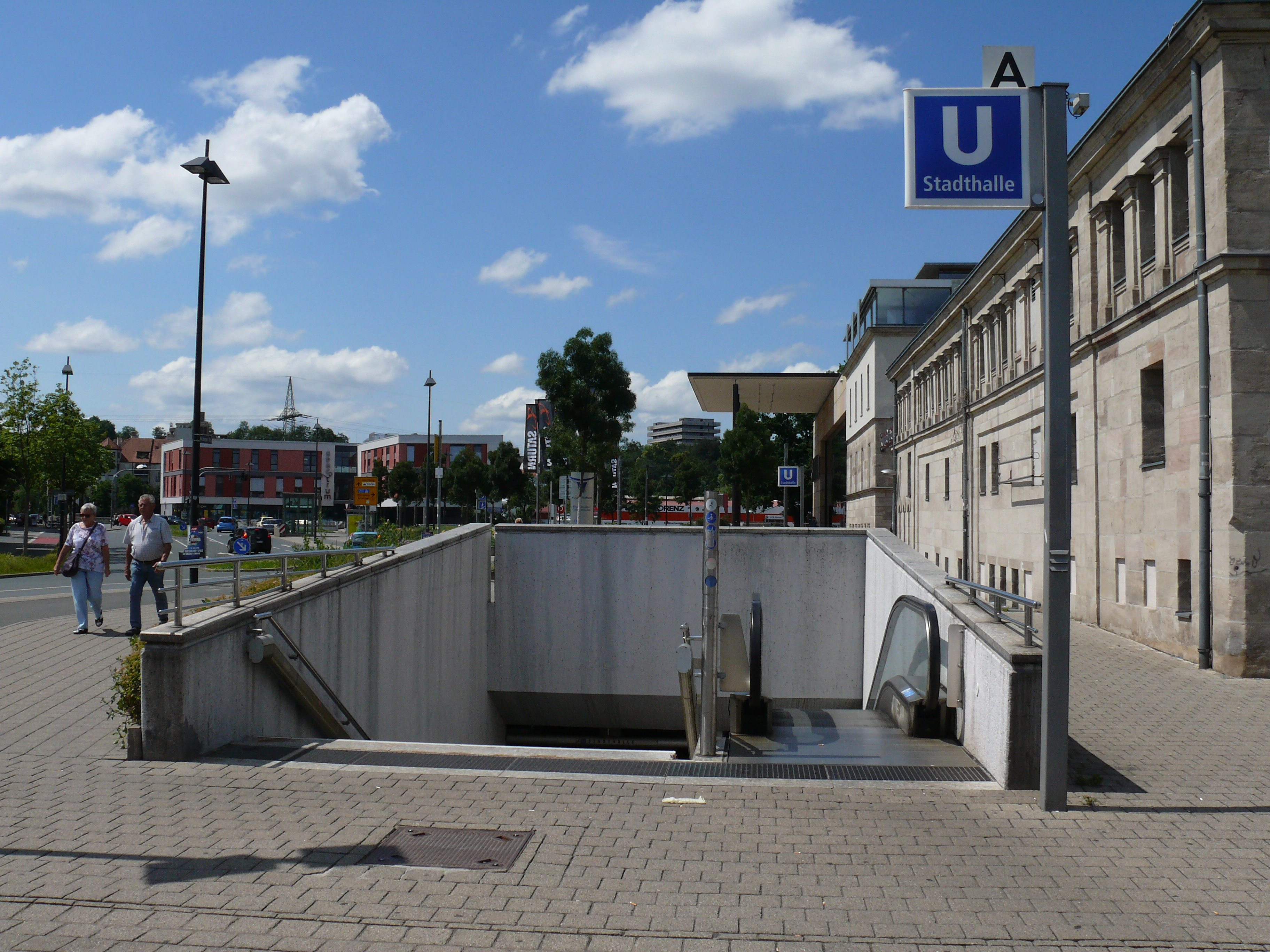
Zugang an der Oberfläche
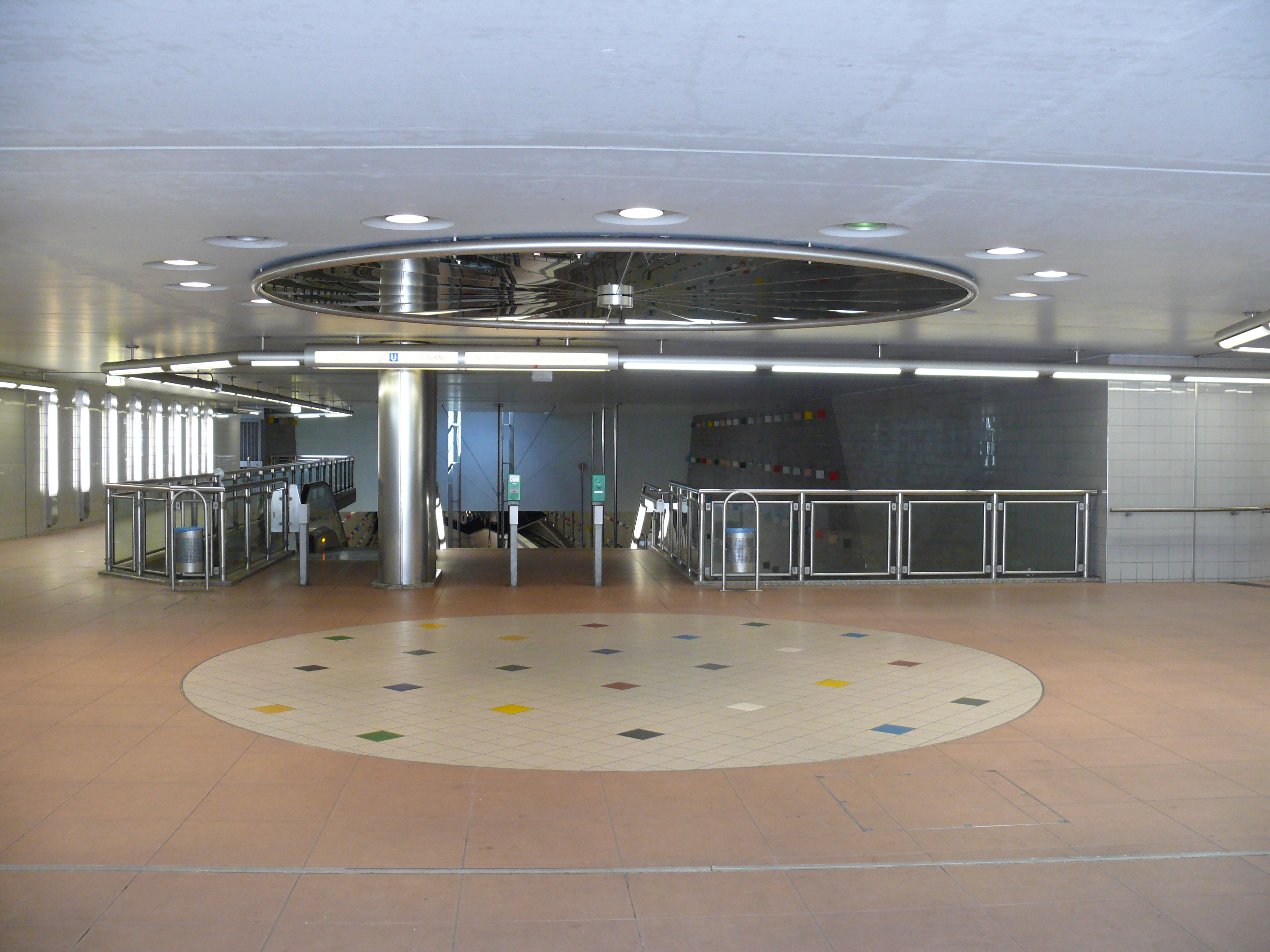
Verteilergeschoss
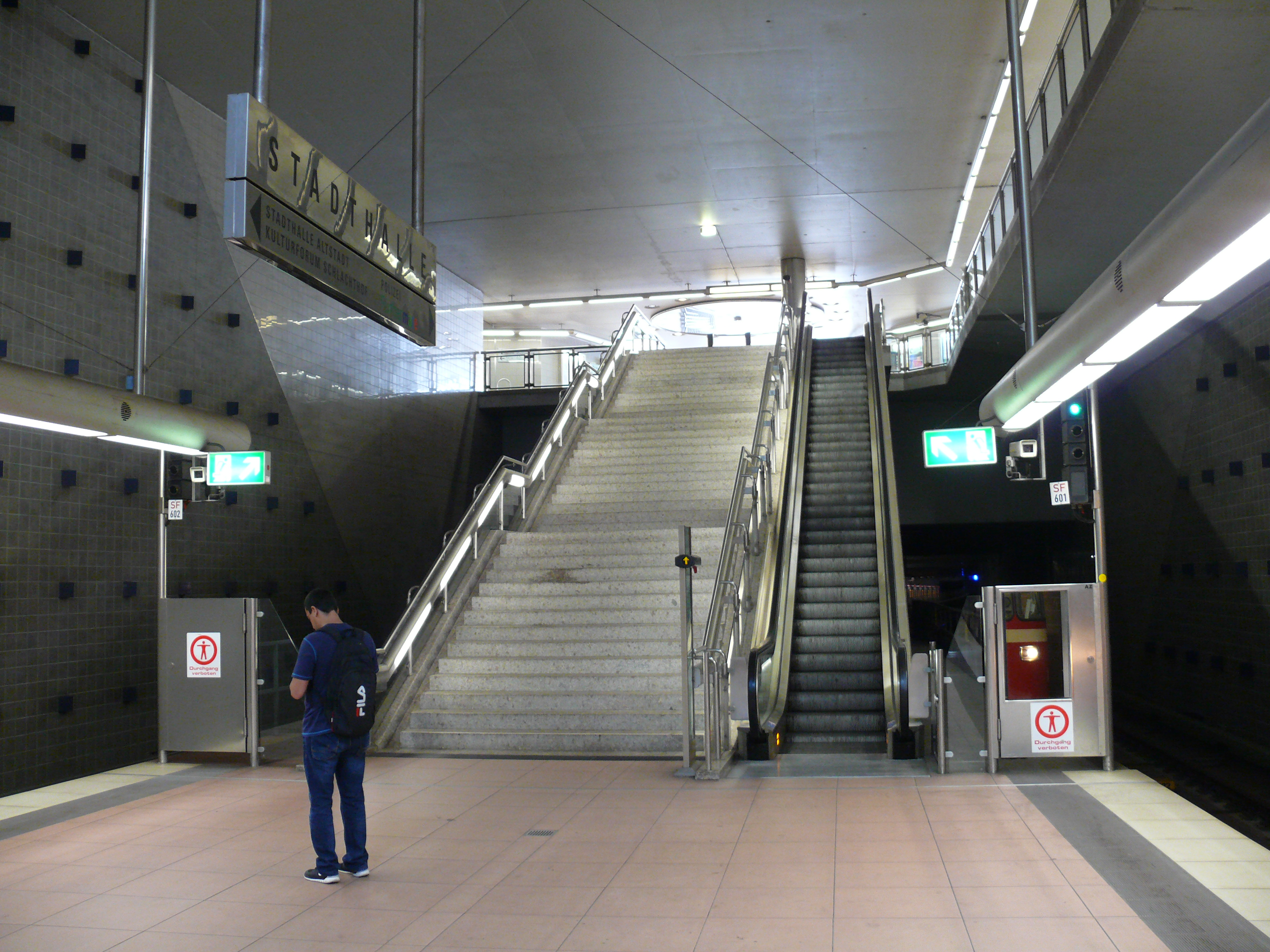
Aufgang von der Bahnsteigebene zum Verteilergeschoss
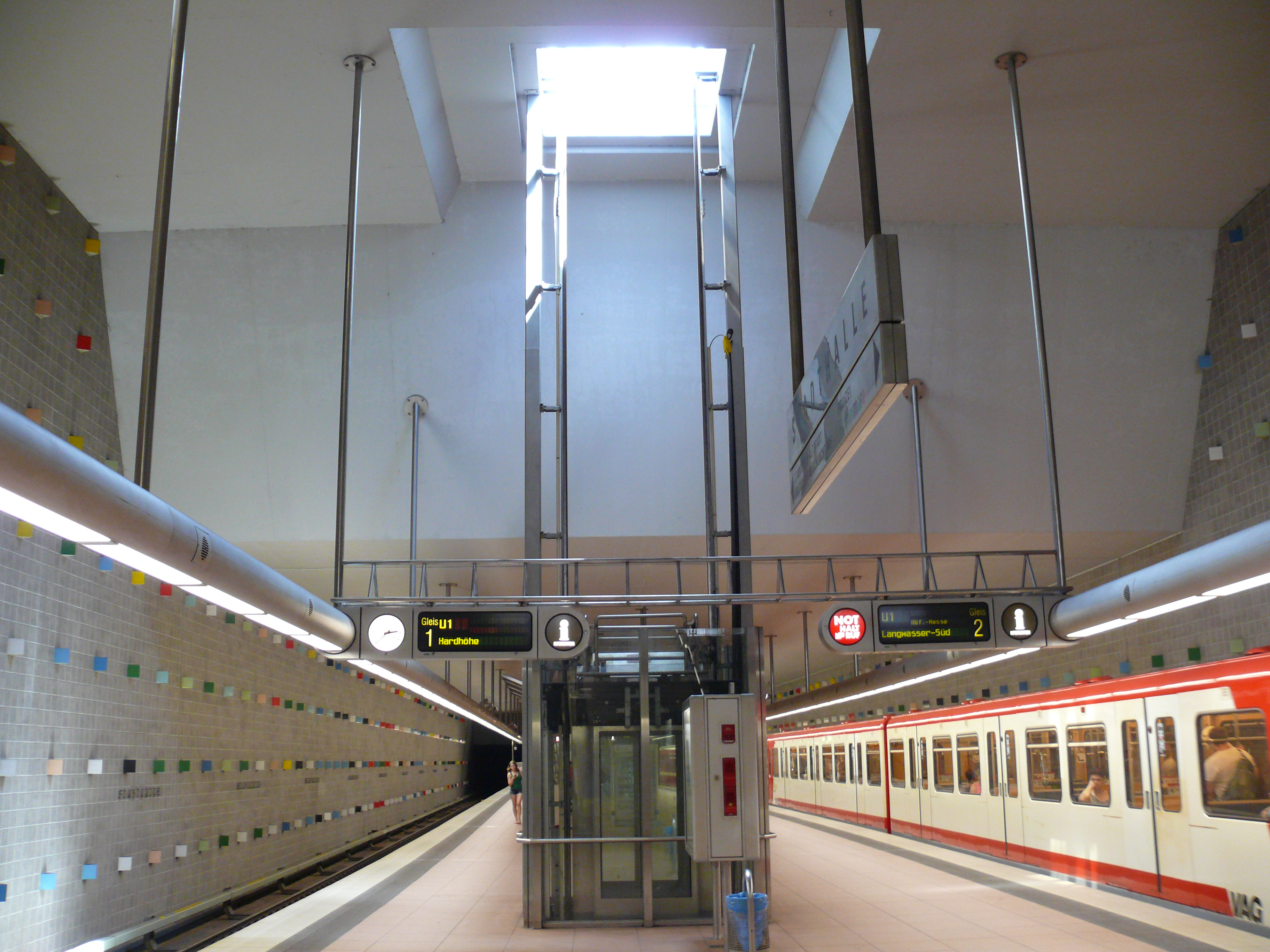
Aufzugsschacht spendet Tageslicht
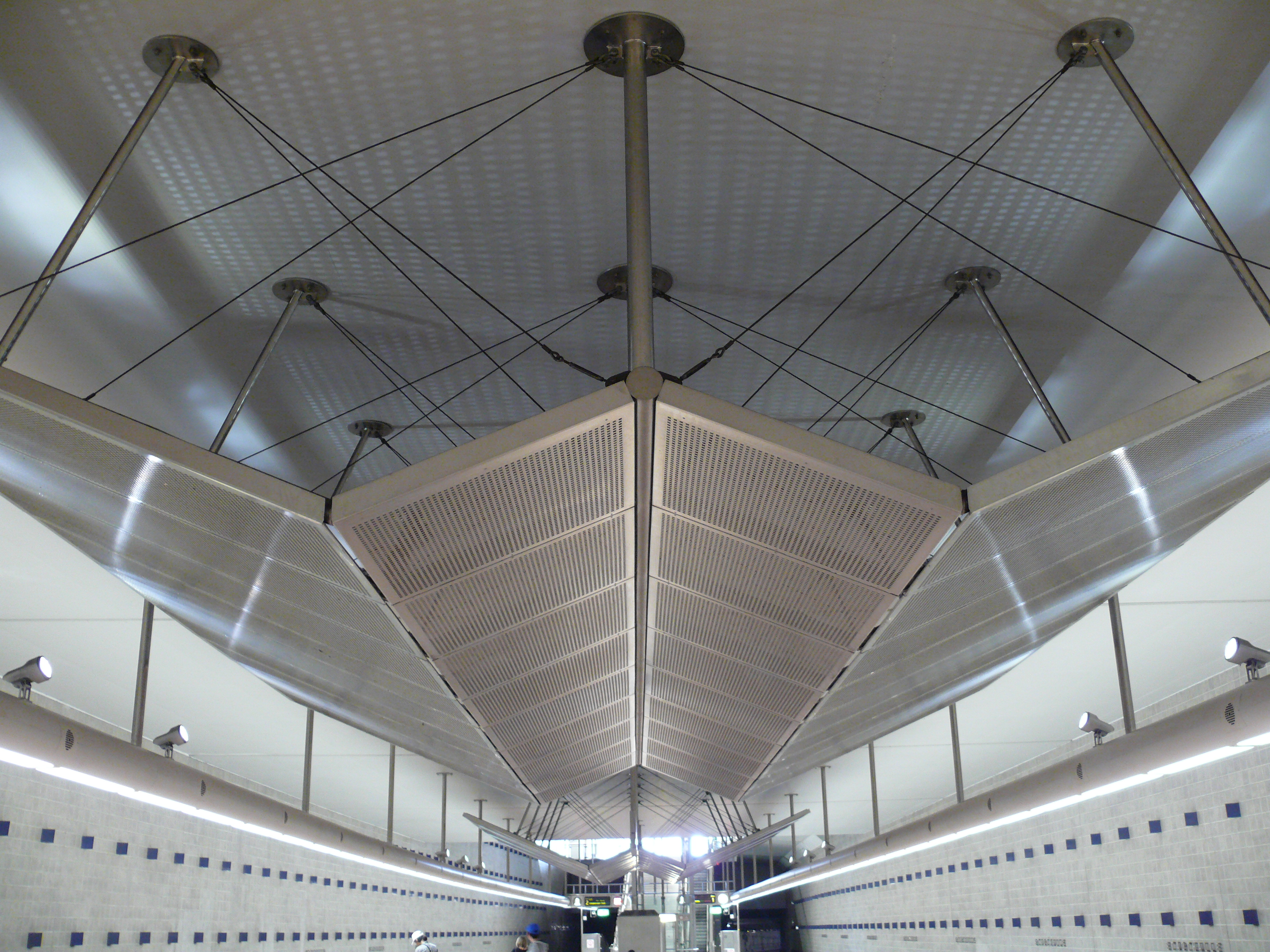
Detailansicht der Deckenkonstruktion
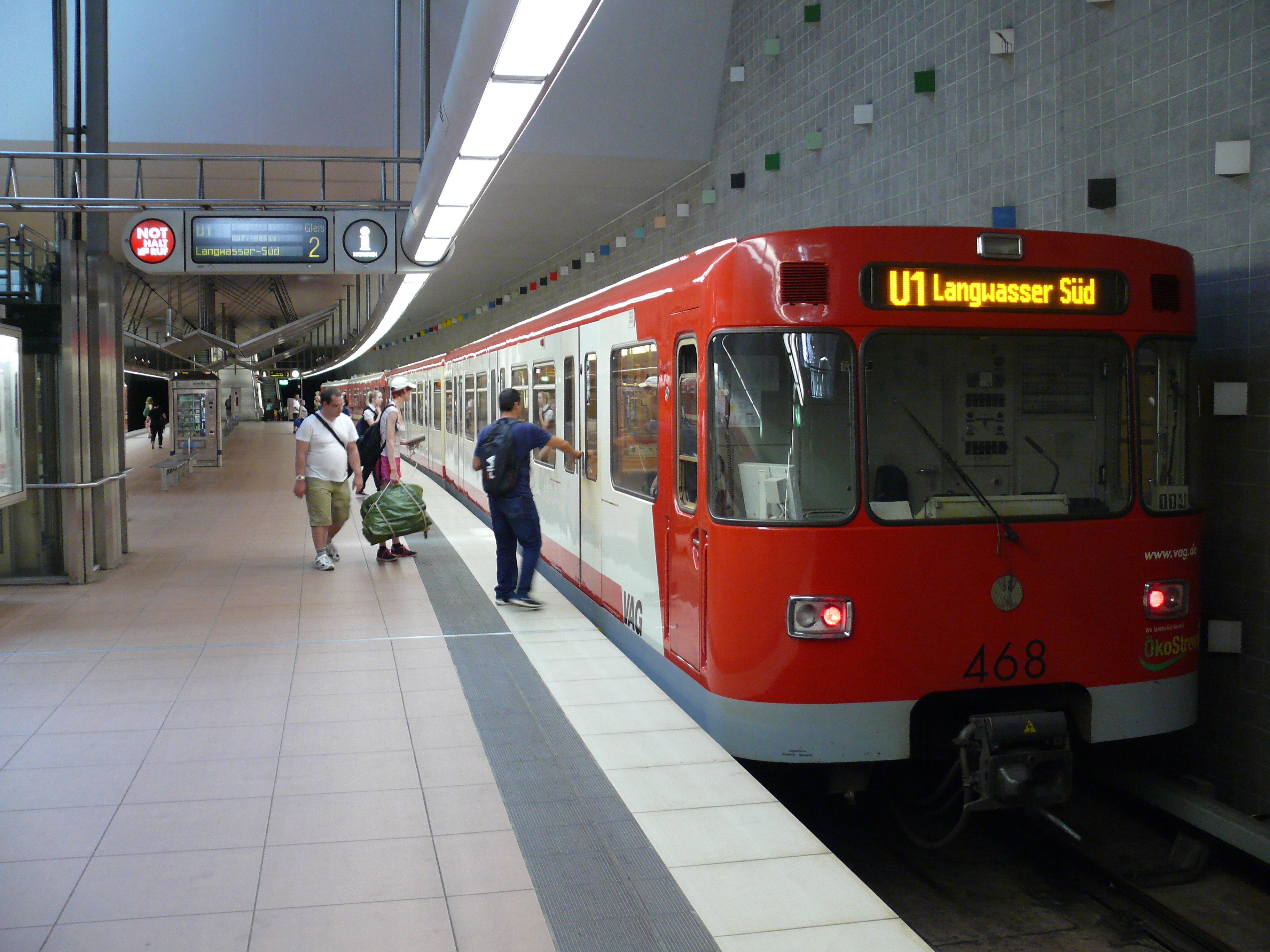
U1 nach Langwasser Süd

## Linien
| Linie | Verlauf | Takt                                                                   |
| ----- | --- | ---------------------------------------------------------------------- |
| U1    | Langwasser Süd – Gemeinschaftshaus – Langwasser Mitte – Scharfreiterring – Langwasser Nord – Messe – Bauernfeindstraße – Hasenbuck – Frankenstraße – Maffeiplatz – Aufseßplatz – Hauptbahnhof – Lorenzkirche – Weißer Turm – Plärrer – Gostenhof – Bärenschanze – Maximilianstraße – Eberhardshof – Muggenhof – Stadtgrenze – Jakobinenstraße – Fürth Hauptbahnhof – Rathaus – Stadthalle – Klinikum – Hardhöhe Stand: Fahrplanwechsel Dezember 2023 | 5–7 min (montags–freitags) 6–7 min (samstags) 10 min (sonn-/feiertags) |

Der Bahnhof wird von der Linie U1 bedient. An der Oberfläche befindet sich die Haltestelle Kulturforum mit Anschluss zu den Stadtbuslinien 172, 175 und 189 sowie den OVF-Linien 125 und 126. Die Station wird am Wochenende und vor Feiertagen auch von der Nachtbuslinie N9 angefahren.